# Butig
Butig là một đô thị ở tỉnh Lanao del Sur, ở miền trung Mindanao, Philippines.
Theo điều tra dân số năm 2000 của Philipin, đô thị này có dân số 16.283 người trong 2.454 hộ.

## Các đơn vị hành chính
Butig được chia ra 16 barangay.
| - Butig Proper - Cabasaran - Coloyan Tambo - Dilimbayan - Dolangan - Pindolonan - Bayabao Poblacion - Poktan (Hon.Madid Bao) | - Ragayan - Raya - Samer - Sandab Madaya - Sundig - Tiowi - Timbab - Malungun |